# Решетино (Пензенская область)
Решетино — село, находится в Пачелмском районе Пензенской области. Административный центр Решетинского сельсовета.

## История
Решетино основано в 1713 году. Основателем считается Арслан Полкаев. По легенде Екатерина Вторая, после отставки, за хорошую службу дала ему вознаграждение — землю в Пензенской губернии. Губернатор Пензы определил владения в Чембарском и Керенском уездах, указав, что земли будет столько, сколько удастся объехать на лошади за день. Так и определился круг Арслана — шесть деревен.
Решетино, а также Кикино, Кобылкино, Кутеевка, Мочалейка, Телятино, входит в «Авыл алты халкы» — шесть татарско-мишарских сел Пензенской области, которые заселил Акжигитов Арслан Полкаев.

## География
Решетино находится в западной части области.
Уличная сеть состоит из 15 географических объектов
- Переулки: Воробьевка пер., Школьный пер.
- Улицы, ул. Добрая, ул. Заречная, ул. Зелёная, ул. Молодежная, ул. Нагорная, ул. Новая, ул. Северная, ул. Советская, ул. Трудовая, ул. Центральная, ул. Школьная, ул. Юбилейная, ул. Южная.

## Население
| 1762  | 1782  | 1864  | 1877  | 1897  | 1911  |
| ----- | ----- | ----- | ----- | ----- | ----- |
| 402   | ↗916  | ↗994  | ↗1417 | ↗1533 | ↗2135 |
| 1926  | 1930  | 1939  | 1959  | 1970  | 1979  |
| ↘2028 | ↘1991 | ↘1551 | ↘1441 | ↗1577 | ↘1442 |
| 1989  | 1996  | 2002  | 2010  |       |       |
| ↘1308 | ↗1365 | ↘1291 | ↘1181 |       |       |

Гендерный состав
Четвёртая ревизия (1782 год) зафиксировала: «в деревне Решетино 289 душ мужского и 326 душ женского пола». В 1877 году в Решетино жило 693 мужчины, 724 женщины, В 2001 году в селе 628 мужчин, 680 женщин. В 2003 году в поселке Чулпан и в селе Решетино насчитывается 1360 человек, в том числе учеников и детей дошкольного возраста — 262 человека, трудоспособного населения — 686 человек, старше трудоспособного — 412 человек. Мужчин — 569 чел.

## Инфраструктура
МОУ СОШ с. Решетино (Центральная ул., 4). Детский сад при МОУ СОШ с. Решетино
Администрация Решетинского Сельсовета (Центральная ул., 3)
Почтовое отделение (Центральная ул., 3)

## Достопримечательности
Памятник воинам — односельчанам, погибшим на полях сражений в годы Великой Отечественной войны.

## Транспорт
Ул. Центральная является частью автодороги регионального значения «Барсаново — Кренево — Бальтино» (идентификационный номер 58К-263). Остановка общественного транспорта.
На северной окраине села завершается автодорога межмуниципального значения «с. Новая Толковка — с. Мокрый Мичкасс — станция Титово — с. Решетино» (идентификационный номер 58-ОП-МЗ-Н-268)

## Религия
Мечети
- Мечеть (Центральная ул., 27А)